# Baverans
Baverans é uma comuna francesa na região administrativa de Borgonha-Franco-Condado, no departamento de Jura. Estende-se por uma área de 3,41 km². Em 2010 a comuna tinha 521 habitantes (densidade: 152,8 hab./km²).